# (16927) 1998 FX68
1998 أف أكس 68 (ويعرف أيضًا باسم (16927) 1998 أف أكس 68 وفق تسمية الكوكب الصغير) (بالإنجليزية: 1998 FX68)‏ هو كويكب ضمن حزام الكويكبات؛ وترتيبه 16927 من حيث الاكتشاف.
اكتُشف هذا الجُرم الفلكي بواسطة بحث لنكولن عن الكويكبات القريبة من الأرض في 20 مارس 1998.

## وصلات خارجية
- (16927) 1998 FX68 في قاعدة بيانات مختبر الدفع النفاث لأجرام النظام الشمسي الصغيرة

- الاكتشاف · مخطط المدار ·  العناصر المدارية · المعلمات المادية

- (16927) 1998 FX68 على موقع ويكي سكاي: DSS2, SDSS, GALEX, IRAS, Hydrogen α, X-Ray, Astrophoto, Sky Map, Articles and images